# Sahelrotsmus
De sahelrotsmus (Gymnoris pyrgita synoniem: Petronia pyrgita) is een vogel uit de familie mussen (Passeridae). De vogel komt voor in de Sahel.

## Kenmerken
De vogel is 15 tot 16 cm lang en weegt 21 tot 28,5 gram. De vogel is ongestreept en asgrijs van boven, Kenmerkend is een witte ring om het oog. De wangen zijn dofbruin. De staart is donkerbruin met licht grijsbruine randen. Verder heeft de vogel is geel vlekje onder de kin, dat overigens in het veld lastig de zien is.

## Verspreiding en leefgebied
Er zijn twee ondersoorten:
- G. p. pallida (Mauritanië en Senegal tot Soedan)
- G. p. pyrgita (O-Soedan tot Somalië en verder zuidelijk tot in Oeganda, Kenia en Tanzania)

Het leefgebied bestaat uit licht beboste savanne met Acacia's, cultuurland, tuinen en parken.

## Status
De grootte van de populatie is niet gekwantificeerd. Men veronderstelt dat de soort in aantal stabiel blijft. Om deze redenen staat de sahelrotsmus als niet bedreigd op de Rode Lijst van de IUCN.